# کک‌کش (سرده)
کک‌کش (نام علمی: Pulicaria) نام یک سرده از زیرخانواده کاسنی‌واریان است.